# Lista de episódios de Pair of Kings
Segue, abaixo, uma lista de episódios da série Pair of Kings.
| Temporada | Temporada | # Episódios | Exibição original | Estreia da temporada   | Final da temporada      |
| --------- | --------- | ----------- | ----------------- | ---------------------- | ----------------------- |
|           | 1         | 21          | 2010-2011         | 10 de setembro de 2010 | 2 de maio de 2011       |
|           | 2         | 26          | 2011-2012         | 13 de junho de 2011    | 16 de abril de 2012     |
|           | 3         | 22          | 2012-2013         | 18 de junho de 2012    | 18 de fevereiro de 2013 |

## Elenco
| Nome          | Personagem | Nº de Episódios Presente | Nº de Episódios Ausente |
| ------------- | ---------- | ------------------------ | ----------------------- |
| Mitchel Musso | Brady      | 48                       | 21                      |
| Doc Shaw      | Boomer     | 69                       | 0                       |
| Adam Hicks    | Boz        | 22                       | 47                      |
| Kelsey Chow   | Mikayla    | 65                       | 4                       |
| Ryan Ochoa    | Lanny      | 69                       | 0                       |
| Geno Segers   | Mason      | 55                       | 14                      |

## 1.ª temporada (2010-2011)
- A temporada possui 21 episódios.
- Um episódio é dividido em duas partes.
- Mitchel Musso, Doc Shaw e Ryan Ochoa estão presentes em todos os episódios.
- Kelsey Chow e Geno Segers estão ausentes por quatro episódios.
- Tichina Arnold participa de dois episódios.
- Doug Brochu participa de um episódio.
- A temporada estreou no Disney Channel Brasil dia 13 de junho de 2011 às 17h30.

| # | Título                                                                              | Estreia E.U.A.                                          | Estreia Brasil         | Estreia Portugal        | Audiência em milhões |
| --- | ----------------------------------------------------------------------------------- | ------------------------------------------------------- | ---------------------- | ----------------------- | -------------------- |
| 1 | "O Regresso dos Reis, Parte 1" "Return of the Kings"                                | 10 de setembro de 2010 (DC) 22 de setembro de 2010 (XD) | 15 de maio de 2011     | 5 de dezembro de 2010   | 4,7                  |
| Brady e Boomer, gêmeos fraternos, cresceram na cidade de Chicago sem pensar que são herdeiros de uma ilha no Pacífico. Como não há provas de quem é o mais velho, eles terão de dividir o trono. Porém, o primo distante dos gêmeos, Lanny, é contra isso. Na cerimônia de coroação, os reis acordam o vulcão da ilha e têm duas alternativas de salvar a ilha: ou se sacrificam ou procuram um segundo diamante rubi. - Participação especial: Tichina Arnold como Tia Nancy. |                                                                                     |                                                         |                        |                         |                      |
| 2 | "O Regresso dos Reis, Parte 2" "Return of the Kings"                                | 10 de setembro de 2010 (DC) 22 de setembro de 2010 (XD) | 15 de maio de 2011     | 5 de dezembro de 2010   | 4,3                  |
| Eles optam pela segunda alternativa, mas Lanny informa ao povo de Kinkou que eles se sacrificaram, autodenominando-se rei de Kinkou. No lado escuro da ilha, Brady e Boomer encontram o povo tarântula e Brady os faz levar até o diamante rubi. Minutos depois, Brady e Boomer voltam e são coroados. |                                                                                     |                                                         |                        |                         |                      |
| 3 | "Valentão no Bingo da Praia" "Beach Bully Bingo"                                    | 22 de setembro de 2010                                  | 22 de maio de 2011     | 18 de dezembro de 2010  | 4,2                  |
| Ser rei de Kinkou não quer dizer ser rei da praia. Pra isso, precisa ser o Grande Kahula, cargo esse ocupado por Hibachi, um surfista baixinho com 6 dedos em cada pé. Para serem os Grandes Kahulas, Brady e Boomer pedem ajuda a Mason, que fora surfista profissional e não Grande Kahula por uma trapaça de Hibachi. Depois de muito treino, os reis iniciam a competição. Hibachi tenta trapacear, mas o plano não dá certo e os reis ganham a competição. Ao ganharem, Brady e Boomer dão o título de Grande Kahula a Mason. - Participação especial: Martin Klebba como Hibachi                                             |                                                                                     |                                                         |                        |                         |                      |
| 4 | "Um Conto de Sereia" "A Mermaid's Tail"                                             | 29 de setembro de 2010                                  | 22 de maio de 2011     | 19 de dezembro de 2010  | 4,0                  |
| Brady e Boomer encontram um grupo de sereias que querem ser levadas ao castelo. Brady e Boomer realizam o pedido, mesmo com o conselho de Mikayla. As sereias criam pernas e expulsam os reis do castelo. Mikayla tenta agir, mas acaba caindo em um truque e vira sereia. Mason e os reis precisam tirá-las do castelo e ajudar Mikayla, mas Lanny é contra pois se apaixonou por Amazônia. - Participação especial: Leslie Anne Ruff como Aerosol, Madison Riley como Sereia Amazônia. |                                                                                     |                                                         |                        |                         |                      |
| 5 | "Onde Vivem os Reis Selvagens/Onde Estão os Reis Loucos" "Where the Wild Kings Are" | 6 de outubro de 2010                                    | 29 de maio de 2011     | 2 de janeiro de 2011    | 4,3                  |
| Brady e Boomer encontram uma criatura na selva e decidem domesticá-la. No começo tudo fica normal, mas logo ela se transforma em uma criatura grande e rude, que acaba domesticando os reis a ponto de Mason tentar salvá-los. Enquanto isso, Lanny hipnotiza um bobo da corte para se livrar dos reis, mas acaba sendo encrencado ao Mason colocá-lo como rei interino. - Ausente: Kelsey Chow como Mikayla. |                                                                                     |                                                         |                        |                         |                      |
| 6 | "Grandes Reis na Escola/Os Grandes Reis no Campus" "Big Kings on Campus"            | 13 de outubro de 2010                                   | 29 de maio de 2011     | 23 de janeiro de 2011   | 3,4                  |
| Mikayla vai à escola e os reis acham isso ridículo, mas quando ela lhes apresenta Tristan, Brady acredita que Mikayla gosta dele e convence Boomer a voltar à escola. Depois, Brady acha que Mikayla gosta de pessoas radicais e portanto segue Tristan até os gêiseres. Mas Mikayla acaba sendo espirrada para um penhasco por um gêiser e Brady tenta salvá-la. - Ausente: Geno Segers como Mason. - Participações especiais: Christoph Sanders como Tristan, Davis Cleveland como Rich. |                                                                                     |                                                         |                        |                         |                      |
| 7 | "Um Palpite do Brady/A Suspeita de Brady" "A Brady Hunch"                           | 20 de outubro de 2010                                   | 12 de junho de 2011    | 29 de janeiro de 2011   | 3,5                  |
| Brady e Boomer conhece Ogie, que acaba enciumando Brady por ele ter toda a atenção de Boomer. Lanny então fala a Brady que o grupo de Ogie é canibal, fazendo Brady tentar resgatar Boomer, mas eles descobrem que o grupo de Ogie é vegetariano e que Boomer só estava na caldeira porque queriam saber se nela cabia o peru de tofu. - Ausente: Kelsey Chow como Mikayla - Participação especial: Doug Brochu como Ogie. |                                                                                     |                                                         |                        |                         |                      |
| 8 | "Bola Junga" "Floresta bol"                                                         | 27 de outubro de 2010                                   | 3 de julho de 2011     | 4 de fevereiro de 2011  | 3,9                  |
| Os reis passam a praticar florestabol, que se assemelha ao basquete e aceitam treinar grupos de florestabolistas. Porém Brady passa a ficar mandão, levando Boomer a deixar o time e criar seu próprio para competir contra o do irmão. - Ausentes: Kelsey Chow como Mikayla |                                                                                     |                                                         |                        |                         |                      |
| 9 | "A Vingança da Múmia" "Revenge of the Mummy"                                        | 3 de novembro de 2010                                   | ´19 de junho de 2011   | 5 de fevereiro de 2011  | 4,4                  |
| Os reis tentam resgatar o medalhão que perderam no lado escuro da ilha, mas Brady e Mikayla acabam sequestrados pelo povo tarântula a mando da múmia. Enquanto isso, Lanny constrange Mason na frente de toda Kinkou por Brady e Boomer acusá-lo de perder o medalhão. No fim, os reis confessam que perderam o medalhão e acabam sendo constrangidos. |                                                                                     |                                                         |                        |                         |                      |
| 10 | "Onde Estão Vocês?" "Where Arr Thou?"                                               | 10 de novembro de 2010                                  | 19 de junho de 2011    | 12 de fevereiro de 2011 | 3,1                  |
| Um falso pirada dá aos reis um enigma que leva a um tesouro. Eles decidem segui-lo e Mikayla, Mason e Lanny vão junto. Porém, eles caem em uma armadilha para que Duas Pernas de Pau roube o tesouro real. Ele decide mantém Brady como refém, que luta contra o pirata para salvar seu tesouro; já Boomer e Mikayla aproveitam para tentar escapar da armadilha. - Participações especiais: Chris Wylde como Duas Pernas, Noah Crawford como Sem Barba. |                                                                                     |                                                         |                        |                         |                      |
| 11 | "Reis Não Admitidos" "No Kings Allowed"                                             | 17 de novembro de 2010                                  | 17 de julho de 2011    | 5 de janeiro de 2011    | 3,6                  |
| Os reis se juntam aos aventureiros Maremotos, mas têm de se fantasiar para não serem reconhecidos. Quando os Maremotos pedem aos reis para pegar o peixe de Lanny, eles decidem pegá-lo emprestado, mas as coisas saem do planejado quando os Maremotos querem transformar o peixe em um troféu, levando-os a tentar fugir com Yamakooshi. Esse "empréstimo", porém, levou Lanny a fechar o castelo e fazer os reis caírem numa roubada. - Ausente: Geno Segers como Mason |                                                                                     |                                                         |                        |                         |                      |
| 12 | "Par de Coringas" "Pair of Jockers"                                                 | 29 de novembro de 2010                                  | 10 de julho de 2011    | 14 de janeiro de 2011   | 3,4                  |
| Os reis se divertem pregando peças no povo de Kinkou, mas acabam tendo carma ruim e precisam deixar que o povo se vingue. Enquanto isso, Mason fica viciado em videogames. |                                                                                     |                                                         |                        |                         |                      |
| 13 | "Par de Reis no Baile" "Pair of Prom Kings"                                         | 17 de dezembro de 2010                                  | 10 de julho de 2011    | 18 de agosto de 2011    | 4,5                  |
| Brady e Boomer voltam a Chicago para se formarem no Ensino Médio, mas o povo tarântula vira tarântulas e se escondem na mala dos reis, e o problema ocorre na festa quando o povo tarântula mantém os outros estudantes como reféns. No final, Boomer dança com Rebecca e Brady com Mikayla. - Participação especial: Logan Browning como Rebecca Dawson. |                                                                                     |                                                         |                        |                         |                      |
| 14 | "Tom de Surdez no Jam/O Rei Sem Voz" "Tone Deaf Jam"                                | 17 de dezembro de 2010                                  | 10 de julho de 2011    | 29 de janeiro de 2011   | 4,8                  |
| Chega o festival da colheita e os reis têm de fazer uma boa apresentação para não serem atingidos por um tomate gigante. Mikayla diz que os pais deles tinham a melodia e Boomer resolve cantar, mas ele canta muito mal. Brady promete tacos ao público se não vaiarem para Boomer, mas ele acaba descobrindo e Lanny lança o tomate. Isso faz com que Boomer considere o irmão como mentiroso. Mais para frente, Mikayla descobre que Brady tem a melodia e resolve fazer Boomer perdoá-lo e Brady acaba cantando. - Ausente: Geno Segers como Mason.                                                                            |                                                                                     |                                                         |                        |                         |                      |
| 15 | "As Coisas Mordidas" "The Bite Stuff"                                               | 17 de janeiro de 2011                                   | 14 de agosto de 2011   | 19 de dezembro de 2010  | 4,9                  |
| Brady e Boomer convidam Tia Nancy e Tio Bill para passarem um tempo em Kinkou, mas Tia Nancy descobre os perigos em Kinkou e resolve levar os reis de volta a Chicago. Pra piorar, Brady tem alucinações ao ser mordido por um inseto. No final, Tia Nancy não leva os gêmeos para Chicago. - Participação Super Especial: Tichina Arnold como Tia Nancy - Participação especial: John Eric Bentley como Tio Bill - Nota: Este episódio foi exibido primeiramente no Brasil. |                                                                                     |                                                         |                        |                         |                      |
| 16 | "A Batalha de Brady" "Brady Battle-Mer Boo"                                         | 24 de janeiro de 2011                                   | 28 de agosto de 2011   | 7 de abril de 2011      | 3,8                  |
| Brady diz que há uma maldição no castelo, mas Boomer discorda. Pra provar, Brady compra o fantasma de um viking, mas as coisas começam a desandar quando o viking entra no corpo de Boomer. - Ausente: Kelsey Chow como Mikayla. |                                                                                     |                                                         |                        |                         |                      |
| 17 | "O Rei e os Olhos/O Rei dos Três Olhos" "The King and Eyes"                         | 31 de janeiro de 2011                                   | 11 de setembro de 2011 | 28 de julho de 2011     | 4,0                  |
| Kinkou e a ilha vizinha estão em desacordo, e a única forma de melhorar as coisas é um namoro real: um dos reis precisa namorar a princesa Íris de Córnea por um ano, assim a aliança das duas ilhas é reatado. Assim, Brady e Boomer resolvem competir para quem vai namorar Íris, até descobrirem que a princesa tem um terceiro olho, para desgosto dos dois. - Participação especial: Mulheron Tiffany como Princesa Íris de Córnea. |                                                                                     |                                                         |                        |                         |                      |
| 18 | "Os Reis Abaixo das Minhas Asas/Reis Debaixo de Asas" "The Kings Beneath My Wings"  | 11 de fevereiro de 2011                                 | 11 de setembro de 2011 | 11 de agosto de 2011    | 3,3                  |
| Brady e Boomer são obrigados a realizar "Um dia com os Reis", em que um adolescente, no caso, passa um dia junto aos reis. Hilo ganha o concurso, mas acaba encrencando-os. - Ausente: Geno Segers como Mason. - Participações especiais: Tyrel Jackson Williams como Hilo, Martin Klebba como Hibachi, David Forgeman como Guarda #1. |                                                                                     |                                                         |                        |                         |                      |
| 19 | "Escola de Luta/Escola de Combate" "Fight School"                                   | 20 de abril de 2011                                     | 15 de novembro de 2011 | 3 de junho de 2011      | 3,5                  |
| Mason inscreve os reis na escola de luta e logo na primeira semana lhes dá a espada da família para agradá-los, mas Mikayla fica irritada pois ela só é concedida após dois anos de treinamento. Então Mikayla chama o gigante Atogh para lutar com os reis, mas as coisas saem do conforme quando os reis topam lutar. Na luta, Atogh vence a luta em menos de um minuto e ganha e espada. Os reis pedem uma revance e utilizam técnicas que aprenderam em Chicago e, por serem desconhecidas em Kinkou, eles derrotam Atogh. - Nota: Esse episódio estreou dia 5 de abril de 2011 no Reino Unido.                                |                                                                                     |                                                         |                        |                         |                      |
| 20 | "O Problema com Duplas/O Problema dos Duplos" "The Trouble with Doubles"            | 25 de abril de 2011                                     | 5 de outubro de 2011   | 4 de agosto de 2011     | 3,8                  |
| Os reis descobrem uma planta duplicadora, que copia tudo o que toca. Então, fazem seus próprios clones, que tomam seu lugar. - Nota: Este episódio deveria ser duplo. |                                                                                     |                                                         |                        |                         |                      |
| 21 | "Viagem ao Centro do Sr. Spew" "Journey to the Center of the Mt. Spew"              | 2 de maio de 2011                                       | 6 de novembro de 2011  | 25 de agosto de 2011    | 4,0                  |
| No aniversário dos reis, eles decidem pedir um desejo. Enquanto Brady pediu que Mikayla elogiasse-a o dia inteiro, Boomer pede uma chance de saber quem nasceu primeiro. Então, Lanny leva Boomer ao vulcão da ilha em direção ao Oráculo, para poder responder à pergunta. No final, Boomer desiste de saber e tenta a todo custo fazer com que o Oráculo não responda à pergunta. - Referência do Título: Viagem ao Centro da Terra - Nota: Nesse episódio, Brady admite que só espalhou rumores de que nasceu primeiro porque queria ser melhor em apenas uma coisa do que Boomer, e achou que essa coisa seria ser mais velho. |                                                                                     |                                                         |                        |                         |                      |

## 2.ª temporada (2011-2012)
- Foi confirmada a produção da segunda temporada da série em 20 de novembro de 2010.
- As gravações da temporada foram iniciadas no dia 1 de fevereiro de 2011, na Hollywood Center Studios, de acordo com a imprensa da Disney XD.
- Mitchel Musso, Doc Shaw, Kelsey Chow e Ryan Ochoa estão presentes em todos os episódios até agora.
- Geno Segers está ausente em seis episódios.
- Dois episódios estão divididos em duas partes.

| # | # T. | Título                                                                       | Estreia E.U.A.          | Estreia Brasil          | Estreia Portugal        | Audiência em milhões |
| --- | ---- | ---------------------------------------------------------------------------- | ----------------------- | ----------------------- | ----------------------- | -------------------- |
| 22 | 1    | "Reis Lendários: Parte 1" "Kings of Legend, Part 1"                          | 13 de junho de 2011     | 6 de janeiro de 2012    | 19 de dezembro de 2011  | 4,1                  |
| Ao provarem que são os verdadeiros reis de Kinkou, os gêmeos trazem Zadoque, a estátua que os habitantes acreditavam ter destruído, fazendo a ilha decretar estado de extremo perigo. Os dois tentam fugir para Chicago, mas o balão perde o controle e cai na parte negra da ilha. Enquanto Lanny usa pela terceira vez a coroa, Mason e Mikayla tentam procurar os reis. - Participações especiais: James Hong como o Governante Elder e John Tartaglia como a voz da Parrot. |      |                                                                              |                         |                         |                         |                      |
| 23 | 2    | "Reis Lendários: Parte 2" "Kings of Legend, Part 2"                          | 20 de junho de 2011     | 6 de janeiro de 2012    | 20 de dezembro de 2011  | 3,9                  |
| Ao ser capturado e quase esmagado por Zadoque, Lanny devolve o trono para os gêmeos. Mason vai atrás de Zadoque e vê a luta dos reis para derrotar Zadoque e percebe que eles podem ser os reis da lenda. |      |                                                                              |                         |                         |                         |                      |
| 24 | 3    | "Bom Rei Caçando" "Good King Hunting"                                        | 27 de junho de 2011     | 9 de janeiro de 2012    | 21 de dezembro de 2011  | 3,4                  |
| Brady finalmente chama Mikayla para sair usando um bilhete escrito por Lanny. Quando acidentalmente Brady perde o bilhete, Mikayla acha que ele é de Boomer e Mason começa à caçá-lo. Durante a noite, Brady revela a verdade à Mason e começa a ser caçado. No dia seguinte, Mikayla recusa sair com Brady, pois ele humilhou Mason na frente de toda a ilha. |      |                                                                              |                         |                         |                         |                      |
| 25 | 4    | "Jantar para Squonks" "Dinner for Squonks"                                   | 11 de julho de 2011     | 7 de janeiro de 2012    | 22 de dezembro de 2011  | 3,5                  |
| Os reis descobrem que Mason e Mikayla têm feito as operações diárias da ilha de seu quartel secreto. Indignados, os gêmeos insistem em realizar todas as decisões futuras, assumindo a liderança em uma reunião importante com os Squonks. A fim de fazerem as coisas certas, os dois devem suportar um banquete com a rainha Squonk. |      |                                                                              |                         |                         |                         |                      |
| 26 | 5    | "Reis de Ladrões" "Kings of Thieves"                                         | 18 de julho de 2011     | 14 de janeiro de 2012   | 23 de dezembro de 2011  | 2,6                  |
| Os reis estão gastando muito e acabam provocando uma crise monetária, fazendo Lanny pagar doações obrigatórias. Acumulando tempo até encontrarem a melhor saída para amornar a cris, os gêmeos se disfarçam de bandidos, roubando doação reais e devolvendo o dinheiro ao povo. Com os bandidos soltos, os habitantes começam a ficar com raiva e os gêmeos têm de encontrar uma maneira de restaurar a fortuna do reino, capturar os criminosos e recuperar o apoio do reino. - Participações especiais: John O'Hurley como Ron, o Narrador de Aventura. |      |                                                                              |                         |                         |                         |                      |
| 27 | 6    | "Uma Garota de Gelo para Boomer" "An Ice Girl for Boomer"                    | 25 de julho de 2011     | 29 de janeiro de 2012   | 24 de dezembro de 2011  | 3,1                  |
| Está muito quente em Kinkou e os reis descobrem uma caverna de gelo na floresta onde mora uma menina e Boomer decide chamá-la para o luau. Mas Dawson também vai ao luau e os reis tentam se livrar dela. - Participação Super Especial: Ron Fassler como Dale Davis. - Participações especiais: Logan Browning como Rebecca "Awesome" Dawson e Jillian Nelson como a garota da caverna. - Ausente: Geno Segers como Mason |      |                                                                              |                         |                         |                         |                      |
| 28 | 7    | "Um par de Gênios" "A Pair of Geniuses"                                      | 31 de julho de 2011     | 14 de fevereiro de 2012 | 26 de dezembro de 2011  | 4,2                  |
| Os reis ficam encantados pelas rainhas da ilha vizinha elogiarem sua invenção, a ponto de convidá-los para serem reis de Sununu. Porém, eles percebem que elas são vítimas de uma maldição que os farão ficar burros. A fim de fazer a ilha se curar da maldição, eles devem resolver os enigmas da esfinge, aos quais Brady desvenda de forma errada, fazendo a estátua pôr a maldição de deixá-lo burro, e Boomer pede ajuda a Mason, Mikayla e Lanny para resolver o enigma até o pôr-do-sol, ou ficarão burros para sempre. - Participações especiais: Kara Pacitto como Rainha Hesta e Katelyn Pacitto como Rainha Desta. |      |                                                                              |                         |                         |                         |                      |
| 29 | 8    | "Como eu Conheci seu Irmão" "How I Met Your Brother"                         | 8 de agosto de 2011     | 17 de janeiro de 2012   | 28 de dezembro de 2011  | 4,0                  |
| O irmão de Mason, Jason, chega à ilha, mas Mason não simpatiza com ele devido a um incidente na infância. Quando Jason simpatiza com os reis, Mason acaba saindo, mas volta quando o povo tarântula sequestra Boomer e Jason foge em um ato de covardia. Porém, Mason e Brady acabam capturados. - Referência do Título: A série How I Met Your Mother. |      |                                                                              |                         |                         |                         |                      |
| 30 | 9    | "Aquele Sobre os Amigos de Mikayla" "The One About Mikayla’s Friends"        | 22 de agosto de 2011    | 16 de janeiro de 2012   | 16 de janeiro de 2012   | 3,7                  |
| Os reis encontram uma amiga para Mikayla para ela parar de lhes dar tanta atenção, mas ela acaba colocando todos em perigo. - Referência do Título: Episódios de Friends, que todos começam com um The One About (ex: The One with the Sonogram at the End). - Participação especial: Brittany Ross como Candace |      |                                                                              |                         |                         |                         |                      |
| 31 | 10   | "Repetir" "Do Over"                                                          | 26 de setembro de 2011  | 28 de fevereiro de 2012 | 17 de janeiro de 2012   | 2,9                  |
| Os reis encontram um relógio que tem o poder de reiniciar o dia fazendo com que somente seus detentores se lembrem. Enquanto Boomer usa o poder do relógio para brincar com Mason, Brady usa-o para tentar melhorar seu encontro com Mikayla. Porém, as coisas começam a sair do planejado quando o relógio falha quando eles acabam capturados pelo povo tarântula. |      |                                                                              |                         |                         |                         |                      |
| 32 | 11   | "Big Mama Waka" "Big Mama Waka"                                              | 3 de outubro de 2011    | 22 de janeiro de 2012   | 27 de dezembro de 2011  | 4,5                  |
| Mikayla descobre que está febril e começa a se transformar em um Big Mama Waka. Então os reis vão à colmeia waka em uma tentativa de conseguir um raro medicamento para curá-la. No final do episódio, Lanny é mordido por um mosquito waka. - Participação especial: James Hong |      |                                                                              |                         |                         |                         |                      |
| 33 | 12   | "Dormindo para sempre no Castelo" "Sleepless in the Castle"                  | 17 de outubro de 2011   | 17 de fevereiro de 2012 | 18 de janeiro de 2012   | 2,8                  |
| Farto de hábito incomum Brady se torna um ninja quando vai dormir à noite, e Boomer impulsivamente se move para fora. - Referência do título: O filme de 1993 Sleepless in Seattle. |      |                                                                              |                         |                         |                         |                      |
| 34 | 13   | "Par de Clubes" "Pair of Clubs"                                              | 24 de outubro de 2011   | 29 de janeiro de 2012   | 19 de janeiro de 2012   | 2,6                  |
| Boomer abre o hotspot adolescente dos seus sonhos e contrata Brady como seu assistente. Porém, Brady acaba abrindo seu próprio clube dentro uma cripta. - Ausente: Geno Segers como Mason |      |                                                                              |                         |                         |                         |                      |
| 35 | 14   | "As trapaças da vida de Brady e Boomer" "The Cheat Life of Brady and Boomer" | 21 de novembro de 2011  | 12 de fevereiro de 2012 | 20 de janeiro de 2012   | 2,7                  |
| Os reis devem suportar um desafio que testa inteligência, força e espírito. Quando Mikayla percebe que eles não vão passar, decide ajudá-los, mas as coisas saem do conforme quando Boomer e Brady trocam de corpo com, respectivamente, Mikayla e Lanny. |      |                                                                              |                         |                         |                         |                      |
| 36 | 15   | "O Ex-Fator" "The Ex Factor"                                                 | 28 de novembro de 2011  | 2 de fevereiro de 2012  | 23 de janeiro de 2012   | 3,4                  |
| Quando o ex de Mikayla, Lucas, se recusa a participar do ritual, os reis rastreiam-o e descobrem que Lucas se assemelha a Boomer. Para ajudar Brady a namorar Mikayla, Boomer se passa por Lucas, mas o tiro sai pela culatra e Mikayla revela seus verdadeiros sentimentos. Nota: O nome é uma paródia de The X Factor. |      |                                                                              |                         |                         |                         |                      |
| 37 | 16   | "Par de Noeis" "Pair of Santas"                                              | 5 de dezembro de 2011   | 14 de dezembro de 2012  | 25 de dezembro de 2011  | 4,0                  |
| Em um esforço para trazer suas tradições para a ilha, os reis prometem ao povo um Super Natal e contratam os duendes da ilha para fabricar os brinquedos. Mas os duendes se revoltam e os gêmeos devem descobrir como salvar o Natal. |      |                                                                              |                         |                         |                         |                      |
| 38 | 17   | "Sem Rima ou Traição" "No Rhyme or Treason"                                  | 23 de janeiro de 2012   | 31 de janeiro de 2012   | 23 de julho de 2012     | 3,8                  |
| Quando Mikala termina a sua amizade com Brady por não suportá-lo. Quando Mikayla e Boomer aproximam-se por do mesmo hobby, Brady fica com ciúmes. - Ausente: Geno Segers como Mason - Participação especial: Walter Emanuel Jones |      |                                                                              |                         |                         |                         |                      |
| 39 | 18   | "Sapatos do Sr. Boogey" "Mr. Boogey Shoes"                                   | 30 de janeiro de 2012   | 9 de fevereiro de 2012  | 25 de julho de 2012     | 3,1                  |
| Boomer culpa Sr. Boogey quando o par de tênis favorito de Brady é roubado. Todos em Kinkou acham que Boomer está mentindo, exceto Mason. |      |                                                                              |                         |                         |                         |                      |
| 40 | 19   | "O Jovem e o Inquieto" "The Young and the Restless"                          | 6 de fevereiro de 2012  | 15 de fevereiro de 2012 | 26 de janeiro de 2012   | 3,6                  |
| Brady e Boomer conhecem 2 meninas em seu "Meet the Kings" mixer. As meninas então tentando enganar os reis em ativar a Fonte da Juventude e vire de idade. Mas as coisas pioram quando Mason tenta salvá-los, mas acaba prejudicando a si mesmo como também por se transformar em um bebê. Então, cabe a Mikayla para salvar todos os 3 os caras antes de os reis tornar-se demasiado velho para viver, e antes de Mason é tomada pelas bruxas velhas. - "'Ator convidado: Abbie Cobb tão jovem Ethel e Wilson Emily tão jovem Gertrude - Referência do título: A soap opera homônima. |      |                                                                              |                         |                         |                         |                      |
| 41 | 20   | "Deixem as Memórias Falar" "Let the Clips Show"                              | por anunciar            | 17 de novembro de 2012  | 13 de fevereiro de 2012 | 4,2                  |
| Boomer e Brady são culpados por destruir o castelo e vão a tribunal. Pensa-se que é Brady,o culpado, mas quando Boomer acha que é o papagaio que estava a gozar com eles naquele momento, eles vão confirmar à Pedra Mágica. No final, descobre-se que o culpado era mesmo o papagaio. - Ator convidado: James Hong como Juiz |      |                                                                              |                         |                         |                         |                      |
| 42 | 21   | "Agache Brady, Esconda Boomer" "Crouchin Brady, Hidden Bommer"               | 13 de fevereiro de 2012 | 2 de março de 2012      | 27 de janeiro de 2012   | 3,3                  |
| Brady vai a um encontro com Sabrina, uma linda garota do Guerreiro Nanju tribo, e logo percebe que ela é a maior rival Mikayla da escola de Kinkow luta. Sabrina desafia Mikayla para um duelo. Mas quando se recusa Mikayla, Sabrina leva prisioneiro Brady. Mikayla vai para a floresta Nanju, conhecida por seus campos magnéticos, e compete em um duelo aéreo para salvar seu amigo. No final, Mikayla ganha porque Brady levou o Cinturão de Sabrina que lhe permite voar. - Ator convidado: Skylar Vallo como Sabrina. - Ausente: Geno Segers como Mason - Nota: Este episódio foi ao ar no Canadá em Família em 29 de janeiro de 2012. |      |                                                                              |                         |                         |                         |                      |
| 43 | 22   | "Festa na Praia, Larva Massacra" "Beach Party Maggot Masacre'"               | 26 de março de 2012     | 1 de abril de 2012      | 24 de janeiro de 2012   | 4,6                  |
| Quando uma cópia antecipada do seu anuário de um colégio chega, os reis percebem que estão indo para ser lembrado em Chicago para lançar o pior partido que nunca. Para reparar sua reputação, Boomer e Brady convidar sua classe escola inteira para Kinkow para uma festa na praia épico, mas um desastre quando seus colegas são caçados por um gigante Kinkow Areia Maggot. |      |                                                                              |                         |                         |                         |                      |
| 44 | 23   | ""Faça sujeira, não guerra"" "Make Dirt, Not War"                            | 2 de abril de 2012      | 22 de abril de 2012     | 24 de julho de 2012     | 3,8                  |
| Brady tenta unir duas tribos em conflito para impressionar Mikayla, mas as coisas não correram como eles planejavam. - Especiais estrelas convidados: Jennifer Stone como Priscila e Doug Brochu como Oogie. |      |                                                                              |                         |                         |                         |                      |
| 45 | 24   | "Cozinheiros podem iludir-se"" "Cooks Can Be Deceiving"                      | 9 de abril de 2012      | 25 de abril de 2012     | 24 de janeiro de 2012   | 4,3                  |
| O chef sai quando lhe é ordenado pelo rei Boomer e Brady Rei para preparar um bolo de carne, quando ele deveria estar fazendo uma refeição muito importante para um ogro gigante que está prestes a acordar de seu sono de dez anos. - Convidado especial: Dwight Howard como o cozinheiro chefe. - Ausente: Geno Segers como Mason. |      |                                                                              |                         |                         |                         |                      |
| 46 | 25   | "O Rei do Mal: Parte 1" "The Evil King, Part 1"                              | 16 de abril de 2012     | 5 de janeiro de 2012    | 26 de julho de 2012     | 5,1                  |
| Quando duas luas aparecem, os reis atender o fantasma de Malakai, o primeiro rei de Kinkow, que explica que um irmão gêmeo do mal vai destruir a ilha. Depois de interrogar cada gêmeo em Kinkow, Boomer e Brady começar a ligar um ao outro. Seguindo o conselho de Lanny, a viagem reis para o lado negro para o castelo do rei mal para se sentar no trono do mal e aprender a verdade. A profecia se torna realidade quando o rei do mal é revelado, colocando Brady sob um feitiço e transformando-o em mau Brady. Com Mason e Mikayla no reboque cabeças, Boomer vai para o lado negro para salvar seu irmão e da ilha de afundar nos mares. Entretanto, na sequência de um sonho onde beija Brady, Mikayla acredita que ela pode ter uma queda por ele. Sua amiga Candace diz que ela tem. |      |                                                                              |                         |                         |                         |                      |
| 47 | 26   | "O Rei do Mal: Parte 2" "The Evil King, Part 2"                              | 16 de abril de 2012     | 5 de janeiro de 2012    | 27 de julho de 2012     | 5,1                  |
| A profecia se torna realidade quando o rei do mal é revelado, colocando Brady sob um feitiço e transformando-o em mau Brady. Com Mason e Mikayla no reboque cabeças, Boomer vai para o lado negro para salvar seu irmão e a ilha. Mais tarde, quando se dirige com Mikayla e Mason para salvar Brady do mal rei Kalakai, um mal Brady se engaja com Boomer em uma luta de espadas. Pouco antes de Brady pode acabar com Boomer, Mikayla lhe dá um beijo longo, quebrando o feitiço de Kalakai. Juntos Brady e Boomer usam seus anéis especiais para derrotar Kalakai. Brady pega a mão de Mikayla e pergunta sobre o que acontecerá com eles. Mikayla por sua vez, diz Brady que o beijo foi apenas para salvá-lo e foi por amor a seu país, e vai embora. Ele acha que ainda está implícito que Mikayla ainda pode realmente amar Brady, mas simplesmente lhe disse que o beijo não foi sobre isso. Brady, Boomer, e Mason seguem Mikayla de volta para o castelo. |      |                                                                              |                         |                         |                         |                      |

## 3.ª temporada (2012-2013)
- Em 12 de dezembro de 2011, Disney XD anunciou que Pair of Kings foi renovada para uma terceira temporada com o ator Adam Hicks para se juntar ao elenco, substituindo Mitchel Musso. Esta é também a última temporada da série.
- Adam Hicks se juntar ao elenco principal como Boz e substitui Mitchel Musso como Brady.
- Geno Segers está ausente por cinco episódios.
- Esta temporada possui 22 episódios.

| # | # T. | Título                                                                        | Estreia E.U.A.      | Estreia Brasil | Estreia Portugal       | Audiência em milhões |
| --- | ---- | ----------------------------------------------------------------------------- | ------------------- | -------------- | ---------------------- | -------------------- |
| 48 | 1    | "O Novo Rei, Parte 1: Destinys Child" "The New King, Part 1: Destiny's Child" | 18 de junho de 2012 | por anunciar   | 24 de setembro de 2012 | 0,8                  |
| Quando Brady ouve Candace fofocando com Mikayla, Candace diz que Mikayla disse que ela nunca vai sair com ele, já que ele é imaturo e nunca vai crescer, enquanto ele é o rei da Kinkow, Brady deixa a ilha para voltar para Chicago e votos para nunca mais voltar até que ele possa provar a si mesmo para ser digno de Mikayla. Boomer descobre sobre isso e tenta seguir Brady. Mas quando uma tempestade atinge Kinkow enviando pessoas para a ilha vizinha de Mindu para eles, obriga-o a ficar. Eles encontram o jovem rei do Mindu tem a marca de nascença Kinkow em seu umbigo, o que significa que ele também é o rei da Kinkow. Ele revela que o menino é Brady e tempo perdido irmão trio de Boomer, Boz. - Estrelas convidados: James Hong como o Élder - Última aparição: Mitchel Musso como Brady - Primeira aparição: Adam Hicks como Boz |      |                                                                               |                     |                |                        |                      |